# Passiflora incarnata
Passiflora incarnata L., 1753 è una pianta erbacea della famiglia Passifloraceae, piuttosto comune nella parte sudorientale degli Stati Uniti.

## Descrizione

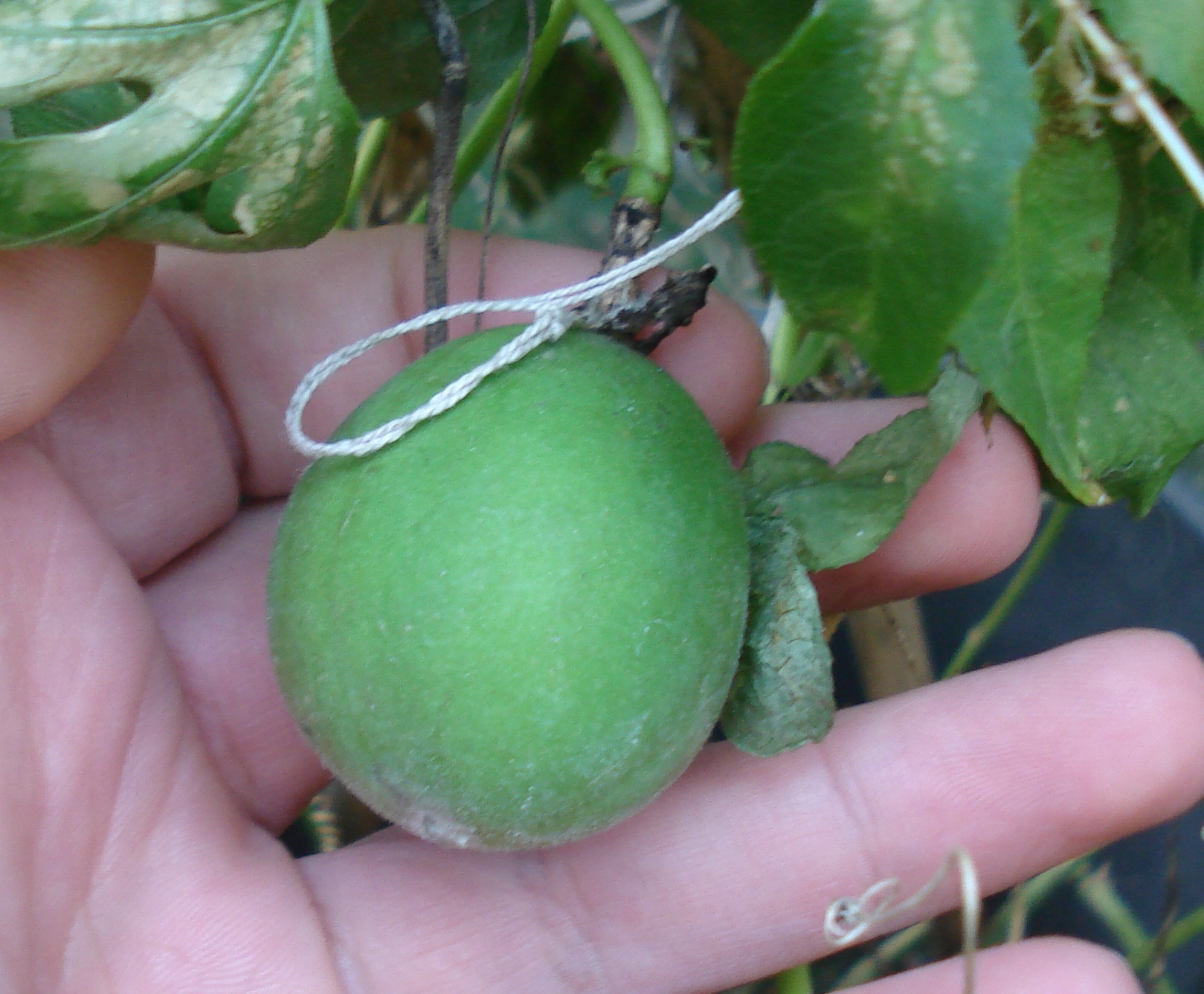
Frutto

È una pianta perenne a rapido sviluppo, molto ramificata e resistente, capace di fiorire già nel primo anno di vita.
Si propaga naturalmente, sia per via gamica che agamica, grazie alla capacità di produrre polloni radicali.
Le radici carnose di questa specie, oltre a conferirgli un carattere invasivo gli permettono di superare anche gli inverni più freddi.
La parte aerea perisce annualmente per poi rispuntare verso maggio.
Il fiore è circa 5 cm può variare dal bianco (nella varietà 'alba') al lavanda, passando per tutte le sfumature intermedie, in base all'ecotipo.
Alcuni affermano che il fiore è molto profumato, anche se non assimilabile ad altri profumi.
Il frutto è commestibile, simile alla maracuia anche se è un po' più acido, leggermente più piccolo, resta verde anche a maturazione fisiologica ed è più morbido al tatto.

## Usi
Le foglie, le infiorescenze e le infruttescenze sono usate per fare infusi e tisane; hanno effetto simile alla camomilla, grazie alla presenza dell'alcaloide indolico passiflorina. Pertanto, tali tisane (spesso associate con valeriana e luppolo) vengono utilizzate per migliorare: stati d'ansia, agitazione nervosa, lievi insonnie e disturbi gastrointestinali di origine nervosa.

### Componenti principali
- Flavonoidi (0,8-2,5%) : Vitexina, Isovitexina, Iperoside.
- Derivati del [Gamma]-Pirone.
- Alcaloidi indolici
- Acidi grassi